# D-ähnliches heterogenes nukleäres Ribonukleoprotein
Das D-ähnliche heterogene nukleäre Ribonukleoprotein (englisch heterogeneous nuclear ribonucleoprotein D-like, kurz hnRNP D-like oder hnRNP DL) ist ein bei Eukaryoten vorkommendes Protein. Es lässt sich im Zellkern und im Zytoplasma der meisten eukaryotischen Zellen nachweisen. Beim Menschen wird es kodiert vom HNRNPDL-Gen und ist auf dem langen Arm von Chromosom 4 (4q21.22) lokalisiert. 
Das Protein ist an der Regulation der Transkription beteiligt und besitzt Bindungsstellen für bestimmte Sequenzen der DNA und der RNA. Mutationen im HNRNPDL-Gen können die Gliedergürteldystrophie 1G verursachen.